# Али, Ниа
Ниа Али — американская легкоатлетка, которая специализируется в беге на 100 метров с барьерами. Серебряный призёр Олимпийских игр 2016 года, чемпионка мира 2019 года, двукратная чемпионка мира в помещении, победительница Универсиады 2011 года.
Чемпионка США 2011 года среди студентов. В 2013 году заняла 3-е место на чемпионате США и вошла с состав сборной на чемпионат мира. На чемпионате мира 2013 года в Москве не смогла выйти в финал.
Тренируется у Райана Уилсона.
В 2014 году стала победительницей Millrose Games в беге на 60 метров с барьерами с результатом 8,04. На чемпионате США также заняла 1-е место.
В 2019 году на чемпионате мира Ниа Али стала чемпионкой мира, установив свой личный рекорд (12,34).